# Ga Gunja
Ga Gunja (Neung-dong) (Tiếng Hàn: 군자(능동)역, Hanja: 君子(陵洞)驛) là ga trung chuyển giữa Tàu điện ngầm vùng thủ đô Seoul tuyến 5 và Tàu điện ngầm Seoul tuyến 7 trên Cheonho-daero, Gwangjin-gu, Seoul.

## Lịch sử
- 15 tháng 11 năm 1995: Bắt đầu hoạt động với việc khai trương Tàu điện ngầm Seoul tuyến 5
- 11 tháng 10 năm 1996: Trở thành ga trung chuyển với việc khai trương Tàu điện ngầm Seoul tuyến 7
- 30 tháng 6 năm 2014: Lắp đặt thang cuốn tại lối ra số 4

## Bố trí ga

### Tuyến số 5 (B2F)
| Janghanpyeong ↑ |
| E/B W/B \|      |
| ↓ Achasan       |

| Hướng Tây  | ●Tuyến 5 | ← Hướng đi Wangsimni · Gwanghwamun · Yeouido · Banghwa       |
| Hướng Đông | ●Tuyến 5 | → Hướng đi Cheonho · Gangdong · Hanam Geomdansan · Macheon → |

| Tuyến và hướng                                                        | Chuyển tuyến nhanh |
| --------------------------------------------------------------------- | ------------------ |
| Tuyến 5 (Hướng Banghwa) → Tuyến 7 (Hướng Jangam)                      | 8-4                |
| Tuyến 5 (Hướng Banghwa) → Tuyến 7 (Hướng Seongnam)                    | 1-1                |
| Tuyến 5 (Hướng Hannam Geomdansan, Macheon) → Tuyến 7 (Hướng Jangam)   | 1-1                |
| Tuyến 5 (Hướng Hannam Geomdansan, Macheon) → Tuyến 7 (Hướng Seongnam) | 8-4                |

### Tuyến số 7 (B3F)
| Junggok ↑                                  |
| \| N/B                                     |
| ↓ Công viên trẻ em (Children's Grand Park) |

| Hướng Bắc | ● Tuyến 7 | ← Hướng đi Sangbong · Taereung · Dobongsan · Jangam |
| Hướng Nam | ● Tuyến 7 | → Hướng đi Văn phòng Gangnam-gu · Onsu · Seongnam → |

| Tuyến và hướng                     | Chuyển tuyến nhanh |
| ---------------------------------- | ------------------ |
| Tuyến 7 (Hướng Jangam) → Tuyến 5   | 5-1                |
| Tuyến 7 (Hướng Seongnam) → Tuyến 5 | 5-1                |

## Xung quanh nhà ga
| Lối ra \| 나가는 곳 \| Exit \| 出口 | Lối ra \| 나가는 곳 \| Exit \| 出口                                                                                              |
| ----------------------------------- | --- |
| 1                                   | Hướng cầu Gunja Hướng Jangan-dong                                                                                                |
| 2                                   | Junggok-dong Ngã tư Yongma |
| 3                                   | Trung tâm cộng đồng Junggok 2-dong Bưu điện Junggok-dong Hướng đi Trung tâm sức khỏe tâm thần quốc gia Ủy ban bầu cử Gwangjin-gu |
| 4                                   | Trường tiểu học Seoul Yongma Trung tâm phúc lợi cộng đồng Junggok                                                                |
| 5                                   | Neung-dong Hướng cổng sau Công viên Trẻ em Seoul Hướng đi Cầu Cheonho                                                            |
| 6                                   | Hướng về cổng chính Công viên Trẻ em Seoul                                                                                       |
| 7                                   | Đại học Sejong Trường tiểu học Seoul Sejong                                                                                      |
| 8                                   | Gunja-dong Trung tâm cộng đồng Gunja-dong Đại học Sejong Cyber Trung tâm hỗ trợ chăm sóc trẻ em Gwangjin-gu                      |

## Hình ảnh

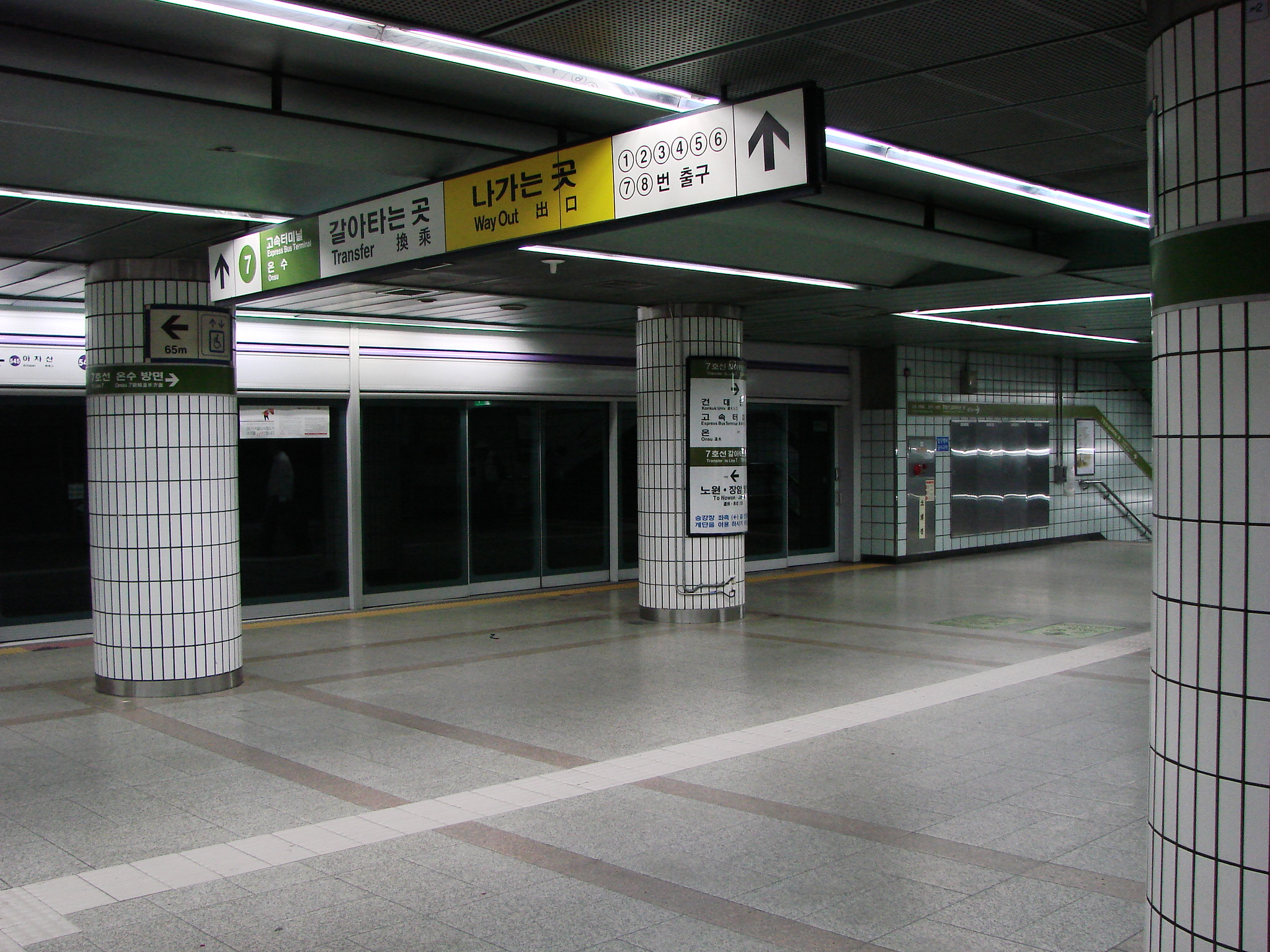
Lối vào lối chuyển tiếp trên Tuyến 5 (trước khi mở rộng Tuyến 7 và trước khi thay cửa chắn).
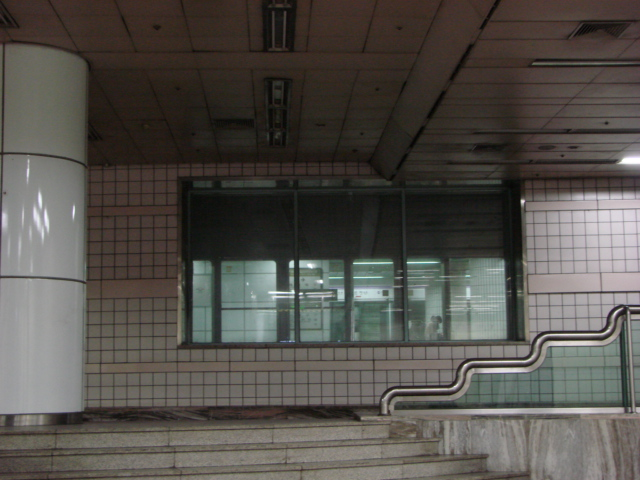
Ảnh chụp sân ga Tuyến 5 từ cầu thang dẫn lên sân ga Tuyến 7.
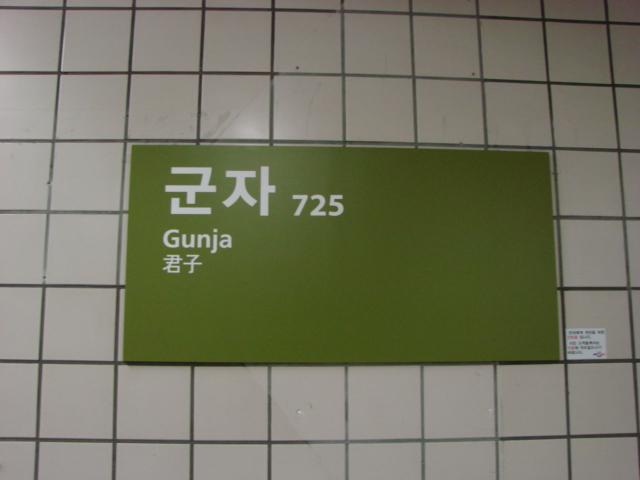
Tấm biển trạm thí điểm cải tiến thiết kế của Thành phố Seoul. Nó nằm ở phía sau hướng tới Jangam.
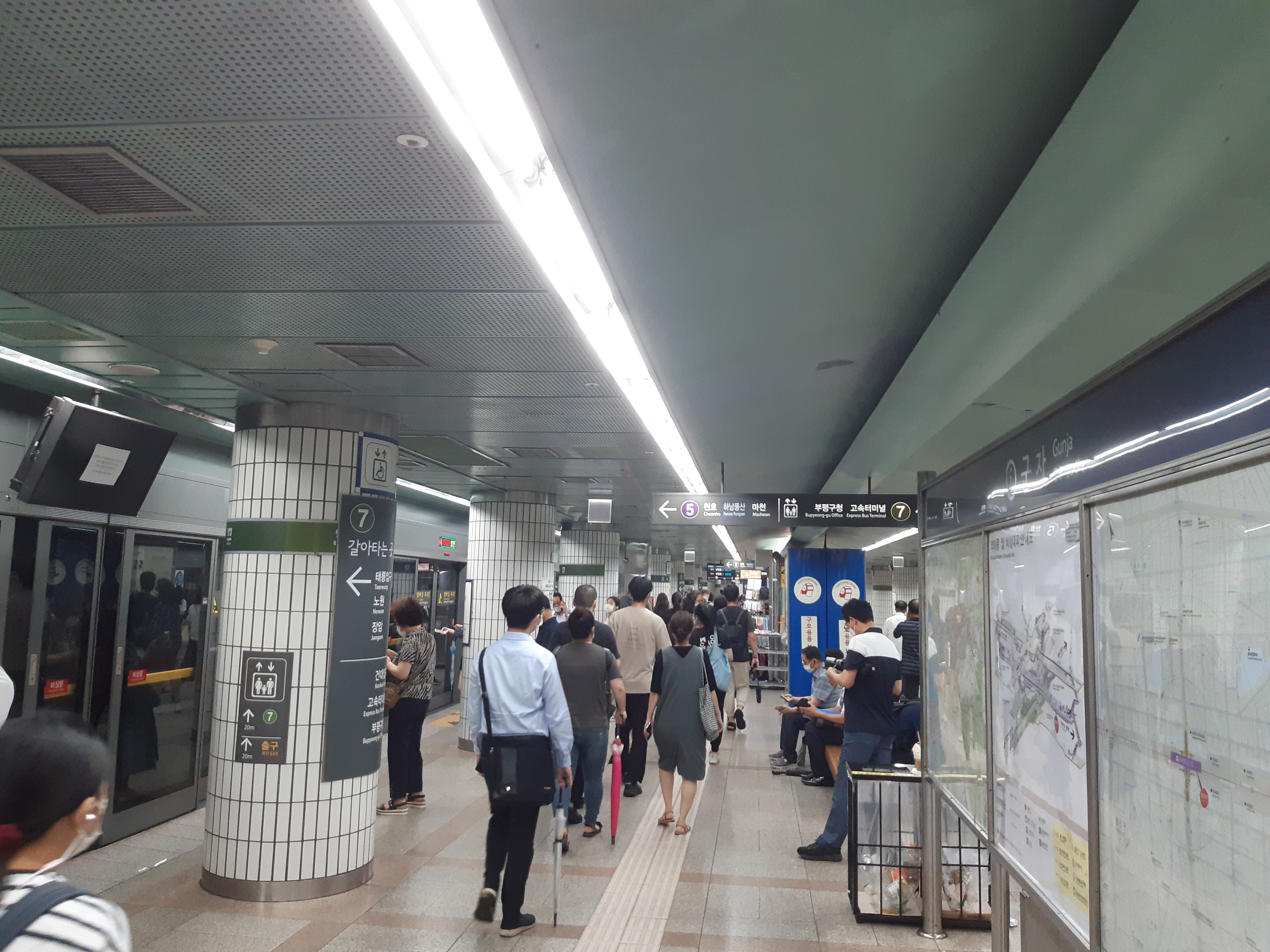
Sân ga Tuyến 5